# Saint-Michel-de-Fronsac
Saint-Michel-de-Fronsac là một xã trong tỉnh Gironde, thuộc vùng Nouvelle-Aquitaine của nước Pháp, có dân số là 591 người (thời điểm 1999). Xã nằm trong vùng đô thị của thành phố Libourne. Saint-Michel-de-Fronsac là một nơi trồng nho trong vùng trồng nho Fronsac và Canon-Fronsac.

## Nhân khẩu học
| 1962 | 1968 | 1975 | 1982 | 1990 | 1999 |
| ---- | ---- | ---- | ---- | ---- | ---- |
| 444  | 513  | 532  | 527  | 608  | 591  |